# ۱۰۶۶ (قمری)
۱۰۶۶ (قمری)، هزار و شصت و ششمین سال در گاهشماری هجری قمری است. اول محرم این سال برابر با سی و یکم اکتبر سال ۱۶۵۵ میلادی است.